# Christian Bagger Brorson
Christian Bagger Brorson (5. september 1762 – 7. marts 1835) var en dansk jurist.
C.B. Brorson blev født i København, og var en søn af konsistorialråd, stiftsprovst i Ribe Broder Brorson (søn af biskop Hans Adolf Brorson i Ribe) og Søster Svane født Bagger (satter af stiftamtmand Christian Bagger i Bergen). Efter at være bleven student 1780 og juridisk kandidat 1783 blev Brorson i 1785 prokurator ved Hof- og Stadsretten og 1788 Højesteretsadvokat.
1799 udnævntes han til assessor i Højesteret og blev 1800 desuden ansat som professor juris extraordinarius ved Københavns Universitet og beklædte disse poster, i det han stadig både deltog i Højesterets arbejde og holdt forelæsninger ved universitetet, indtil 1828.
Brorson var gift (fra 1792) med Sophie Charlotte født Cortsen (død 1827), datter af provst Søren Juul Pedersen Cortsen, og han blev i 1810 etatsråd og 1821 konferensråd.
Han udgav 1791 et Forsøg til den 6. Bogs Fortolkning i Christian V’s danske og norske Lov samt Straffene efter de ældre Love og forfattede efterhånden indtil 1801 tilsvarende arbejder over de 5 andre dele af Danske Lov, så at hans forsøg omfatter ikke mindre end 10 temmelig tykke bind. Hans værk, der er affattet i form af en kommentar til hver enkelt lovartikel, og hvoraf fortolkningen af 6. bog udkom i 2. oplag 1797, modtoges af datiden med meget og fortjent anerkendelse.
Sproget er vel undertiden noget søgt og opstyltet, og undersøgelserne i almindelighed ikke særdeles dybtgående, men værket indtager dog en hæderlig rang, ikke blot ved den store flid og nøjagtighed, hvormed stoffet er samlet, og ved den rigdom af ikke forhen i litteraturen omhandlede spørgsmål, som det fremdrager, men også ved den skarpsindighed og sunde sans, der gennemgående gør sig gældende ved de forskellige problemers behandling. Særlig fortjener det at fremhæves, at det ved hver enkelt af lovbogens artikler er angivet, om og hvor dens kilde er at søge i den ældre ret.